# 1931 a filmművészetben

## Események
- január 9. – Az osztrák kormány betiltja a Nyugaton a helyzet változatlan című antimilitarista film vetítését
- január 26. – A Brit Filmakadémia először ad díjat az év legjobb filmjének. Az első díjat az amerikai Lewis Milestone kapja a Nyugaton a helyzet változatlan című filmjéért.
- tavasz – Charlie Chaplin európai turnéja
- augusztus 21. – Stan Laurel és Oliver Hardy, a két filmbohóc bemutatják első nagyjátékfilmüket.
- szeptember 11. – Párizsban a Gaumont filmpalotát A Bál című filmmel nyitják meg. A 6000 ülőhelyes mozi akkor a legnagyobb a világon.
- szeptember 25. – A Kék bálvány premierje a magyar hangosfilmkorszak kezdete.
- október 10. – Madridban összeül Spanyolország és 11 latin-amerikai állam filmes szakembereinek kongresszusa. A résztvevők latin-amerikai filmszövetséget alapítanak.
- november 27. – Székely István Hyppolit, a lakája igazi kasszasiker.
- Európában terjed a szinkronizálás.

## Sikerfilmek
1. Frankenstein – főszereplő Boris Karloff
2. Ingagi – főszereplő Sir Hubert Winstead
3. Mata Hari – főszereplő Greta Garbo és Lionel Barrymore
4. Nagyvárosi fények – főszereplő Charles Chaplin

## Oscar-díjak(november 10.)
- Legjobb film: Cimarron – rendező Wesley Ruggles
- Legjobb rendező: Norman Taurog – Skippy
- Férfi főszereplő: Lionel Barrymore – Egy szabad lélek
- Női főszereplő: Marie Dressler – Min és Bill

## Magyar filmek
- Asszonyszelídítő – rendező: Gaál Béla
- Budapesti hangos filmkabaré – rendező: Kovács Gusztáv
- A fekete autó – rendező: Deésy Alfréd
- Hyppolit, a lakáj – rendező: Székely István
- A kék bálvány – rendező: Lázár Lajos
- Négylevelű lóhere – rendező: Gaál Béla

## Filmbemutatók
- Éljen a szabadság vagy: Miénk a szabadság (À nous la liberté), rendező René Clair
- A millió (Le million), rendező René Clair
- A bajnok – főszereplő Wallace Beery
- Cimarron – főszereplő Richard Dix és Irene Dunne
- Drakula – főszereplő Lugosi Béla és Dwight Frye
- Dr. Jekyll és Mr. Hyde – főszereplő Fredric March
- Egy szabad lélek – főszereplő Norma Shearer, Leslie Howard, Lionel Barrymore és Clark Gable
- Frankenstein – főszereplő Boris Karloff
- Ingagi – főszereplő Sir Hubert Winstead
- Indiscreet – főszereplő Gloria Swanson
- Little Caesar – főszereplő Edward G. Robinson és Douglas Fairbanks Jr.
- M - Egy város keresi a gyilkost (M - Eine Stadt such einen Mörder), – rendező Fritz Lang, főszereplő Peter Lorre
- Madelon Claudet bűne – főszereplő Helen Hayes
- Mata Hari – főszereplő Greta Garbo és Lionel Barrymore
- Min és Bill – főszereplő Marie Dressler és Wallace Beery. Rendező George W. Hill.
- Monkey Business – főszereplő Groucho, Harpo, Chico és Zeppo Marx
- Nagyvárosi fények– rendező és főszereplő Charlie Chaplin
- Pardon Us – főszereplő Stan Laurel és Oliver Hardy
- Platinum Blonde – főszereplő Loretta Young, Robert Williams és Jean Harlow
- Possessed – főszereplő Joan Crawford és Clark Gable
- The Public Enemy – főszereplő James Cagney, Jean Harlow és Joan Blondell
- Smart Money – főszereplő Edward G. Robinson és James Cagney
- The Smiling Lieutenant – főszereplő Maurice Chevalier és Claudette Colbert
- Tabu – rendező Robert J. Flaherty és Friedrich Wilhelm Murnau
- This Modern Age – főszereplő Joan Crawford
- Waterloo Bridge – rendező James Whale

## Rövidfilm-sorozatok
- Buster Keaton (1917–1941)
- Our Gang (1922–1944)
- Laurel and Hardy (1926–1940)

## Rajzfilmsorozatok
- Aesop's Film Fables (1921–1933)
- Krazy Kat (1925–1940)
- Oswald the Lucky Rabbit (1927–1938)
- Mickey egér (1928–1953)
- Silly Symphonies (1929–1939)
- Screen Songs (1929–1938)
- Talkartoons (1929–1932)
- Looney Tunes (1930–1969)
- Flip the Frog (1930–1933)
- Terrytoons (1930–1964)
- Toby the Pup (1930–1931)
- Merrie Melodies (1931–1969)
- Scrappy (1931–1941)
- Tom és Jerry (1931–1933)

## Születések
- január 5. – Robert Duvall, színész és rendező
- január 14. – Caterina Valente, énekes, színésznő
- január 17. – James Earl Jones, színész
- január 19. – Tippi Hedren, színésznő
- február 6. – Mamie Van Doren, színésznő és szexszimbólum
- február 6. – Rip Torn, színész és rendező
- február 8. – James Dean, színész († 1955)
- február 15. – Claire Bloom, színésznő
- március 20. – Avar István, színész († 2014)
- március 22. – William Shatner, színész
- március 26. – Leonard Nimoy, színész
- április 8. – John Gavin, színész, diplomata
- április 13. – Robert Enrico, francia rendező, forgatókönyvíró († 2001)
- május 10. – Ettore Scola, olasz filmrendező és forgatókönyvíró († 2016)
- május 28. – Carroll Baker, színésznő
- június 5. – Jacques Demy, francia filmrendező, forgatókönyvíró († 1990)
- június 20. – Olympia Dukakis, színésznő
- július 1. – Leslie Caron, francia színésznő
- július 4. – Stephen Boyd, ír színész († 1977)
- július 11. – Tab Hunter, színész és énekes
- augusztus 31. – Noble Willingham, színész († 2004)
- szeptember 10. – Philip Baker Hall, színész
- szeptember 12. – Ian Holm, angol színész
- szeptember 17. – Anne Bancroft, színésznő († 2005)
- szeptember 19. – Latinovits Zoltán, színész († 1976)
- szeptember 19. – Mészáros Márta, rendező
- szeptember 21. – Larry Hagman, színész és rendező († 2012 )
- szeptember 29. – Anita Ekberg, svéd színésznő és szexszimbólum († 2015)
- szeptember 30. – Angie Dickinson, színésznő
- október 25. – Annie Girardot, francia színésznő († 2011)
- november 3. – Monica Vitti, színésznő
- november 6. – Mike Nichols, német születésű rendező
- Sylvia Lopez – színésznő († 1959)
- december 11. – Rita Moreno, Puerto Ricó-i színész

## Halálozások
- október 18. – Thomas Alva Edison amerikai feltaláló
- március 11. – Friedrich Wilhelm Murnau német rendező (* 1888)